# (8080) Intel
(8080) Intel ist ein Asteroid des äußeren Hauptgürtels, der am 6. September 1986 von Astronomen des Centre d’Etudes et de Recherches Géodynamiques et Astronomiques (CERGA), das vom Observatoire de Calern (IAU-Code 010) betrieben wird, nördlich der Stadt Grasse, entdeckt wurde.
Der Asteroid wurde am 24. Januar 2000 nach dem Intel 8080-Microprozessor benannt, der der Vorläufer einer Reihe von Mikroprozessoren war, die die Grundlage für die PC-Revolution bildeten.